# جامعة صفاقس
جامعة صفاقس تعتبر من أكبر الجامعات التونسية رغم حداثتها إذ أنها بعثت عام 1986 طبقا للقرار المؤرخ في9 أوت 1986، تحت اسم جامعة الجنوب، وكانت تضم آنذاك كل المؤسسات الجامعية الموجودة بالمدن الجنوبية. ثم وقع بعث جامعتين أخريين بالجنوب هما جامعة قابس عام 2003 وجامعة قفصة عام 2004، واقتصرت جامعة صفاقس على المؤسسات الجامعية الموجودة بصفاقس.

## مؤسساتها
تتكون جامعة صفاقس من 20 بين كليات ومدارس ومعاهد عليا:
- الكليات: خمس هي:
  - كلية الطب بصفاقس
  - كلية العلوم الاقتصادية والتصرف بصفاقس
  - كلية الآداب والعلوم الإنسانية بصفاقس
  - كلية العلوم بصفاقس
  - كلية الحقوق بصفاقس
- المدارس العليا:ثلاث هي:
  - المدرسة الوطنية للمهندسين بصفاقس
  - المدرسة العليا للتجارة بصفاقس
  - المدرسة العليا لعلوم وتقنيات الصحة بصفاقس
- المعاهد : أحد عشر هي:
  - معهد الدراسات التجارية العليا بصفاقس
  - المعهد العالي لإدارة الأعمال بصفاقس
  - المعهد العالي للفنون والحرف بصفاقس
  - المعهد العالي للإلكترونيك والاتصال بصفاقس
  - المعهد العالي للإعلامية والملتيميديا بصفاقس
  - المعهد العالي للتصرف الصناعي بصفاقس
  - المعهد العالي للبيوتكنولوجيا بصفاقس
  - المعهد العالي للموسيقى بصفاقس
  - المعهد التحضيري للدراسات الهندسية بصفاقس
  - المعهد العالي للرياضة والتربية البدنية بصفاقس
  - المعهد العالي لعلوم التمريض بصفاقس
- معهد بحث:واحد هو:
  - معهد الزيتونة بصفاقس

## إحصائيات
تعد جامعة صفاقس طبقا لإحصائيات 2007- 2008: 41222 طالب من بينهم 23505 طالبة. وتعتبر كليات العلوم، والعلوم الاقتصادية والتصرف، والآداب من أكبر مؤسساتها حيث تعد على التوالي: 6530 طالب و6005 طالب و5643 طالب.

## وصلة خارجية
- موقع جامعة صفاقس.